# Dangerous and Moving
Dangerous and Moving is het tweede Engelstalige album van t.A.T.u.. Het album werd voor het eerst uitgebracht op 5 oktober 2005 in Japan, daarna op 10 oktober in het Verenigd Koninkrijk, 11 oktober in Noord-Amerika en in Europa en Zuid-Amerika op 14 oktober.
De productie van Dangerous and Moving gebeurde in Los Angeles, Londen en Moskou. Er zijn twee grote opnamesessies geweest met de producer Sergio Galoyan. De eerste opnamesessie gebeurde tussen 4 en 20 augustus 2004 in Moskou. Enkel Lena was aanwezig en zong de nummers “Cosmos”, ”Sacrifice” en de demo's “All My Love”, “I Know”, “One Love” en “You” ( “I Miss You”). De tweede opnamesessie gebeurde tussen 17 januari en 18 april 2005 in Los Angeles met “Sacrifice”, “Perfect Enemy” en de demo van “We Shout” getiteld “Reach Out”.

## Tracklist
1. "Dangerous and Moving (Intro)" (I. Shapovalov) – 0:49
2. "All About Us" (J. Alexander, B. Steinberg, L. Origliasso, J. Origliasso) – 3:00
3. "Cosmos (Outer Space)" (S. Galoyan, M. Kierszenbaum, L. Alexandrovski, V. Polienko) – 4:12
4. "Loves Me Not" (E. Buller, A. Kubiszewski) – 2:55
5. "Friend or Foe" (M. Kierszenbaum, D. Stewart) – 3:08
6. "Gomenasai" (M. Kierszenbaum) – 3:42
7. "Craving (I Only Want What I Can't Have)" (L. Lindley-Jones) – 3:50
8. "Sacrifice" (S. Galoyan, M. Kierszenbaum) – 3:10
9. "We Shout" (Nekkermann, M. Kierszenbaum, L. Alexandrovski, V. Polienko) – 3:02
10. "Perfect Enemy" (S. Galoyan, M. Kierszenbaum, T.A. Music, V. Polienko) – 4:12
11. "Obezyanka Nol" (V. Adarichev, A. Pokutni, V. Polienko) – 4:25
12. "Dangerous and Moving" (I. Shapovalov, M. Kierszenbaum, L. Alexandrovski, T.A. Music, V. Polienko) – 4:35

Bonustracks:
1. "Vsya Moya Lubov" (Alleen in Japan, Verenigd Koninkrijk, Europa, Brazilië, Australië, Latijns-Amerika) – 5:49
2. "Lyudi Invalidy" (Alleen in Europa Deluxe Edition en het Verenigd Koninkrijk) – 4:35
3. "Divine" (Alleen in Japan) – 3:17

## Bron
- Dit artikel of een eerdere versie ervan is een (gedeeltelijke) vertaling van het artikel Dangerous and Moving op de Engelstalige Wikipedia, dat onder de licentie Creative Commons Naamsvermelding/Gelijk delen valt. Zie de bewerkingsgeschiedenis aldaar.